# Porto de Vila do Conde
Der Porto de Vila do Conde liegt im brasilianischen Bundesstaat Pará in der Nähe der Hafenstadt Belém. Vila do Conde liegt direkt am Rio Pará und verfügt über einen Containerterminal. Haupteinnahmequelle ist der Hafen.

## Wirtschaft und Hafen
Der Hafen von Vila do Conde, Porto de Vila do Conde, ist in den Complexo Portuário Industrial de Vila do Conde integriert wurde am 24. Oktober 1985 eingeweiht und befindet sich im Munizip Barcarena im Bundesstaat Pará am rechten Ufer des Rio Pará der ein Nebenfluss des Amazonas ist. Dieser Ort nennt sich auch Ponta Grossa und liegt ca. 3,3 km vom Ort Vila do Conde entfernt. Hier kommen die Flusssysteme der Bucht von Marajó zusammen und ergeben einen schiffbaren Bereich. Die Wasser des Tocantins, Guamá und Capim treffen sich hier.
Seit 2012 hat Vila do Conde auch einen Containerterminal erhalten, der durch den privaten Betreiber SBSA Santos Brasil operiert wird. In Barcarena gibt es außerdem noch einen Verladeterminal für Massengüter.